# 味全

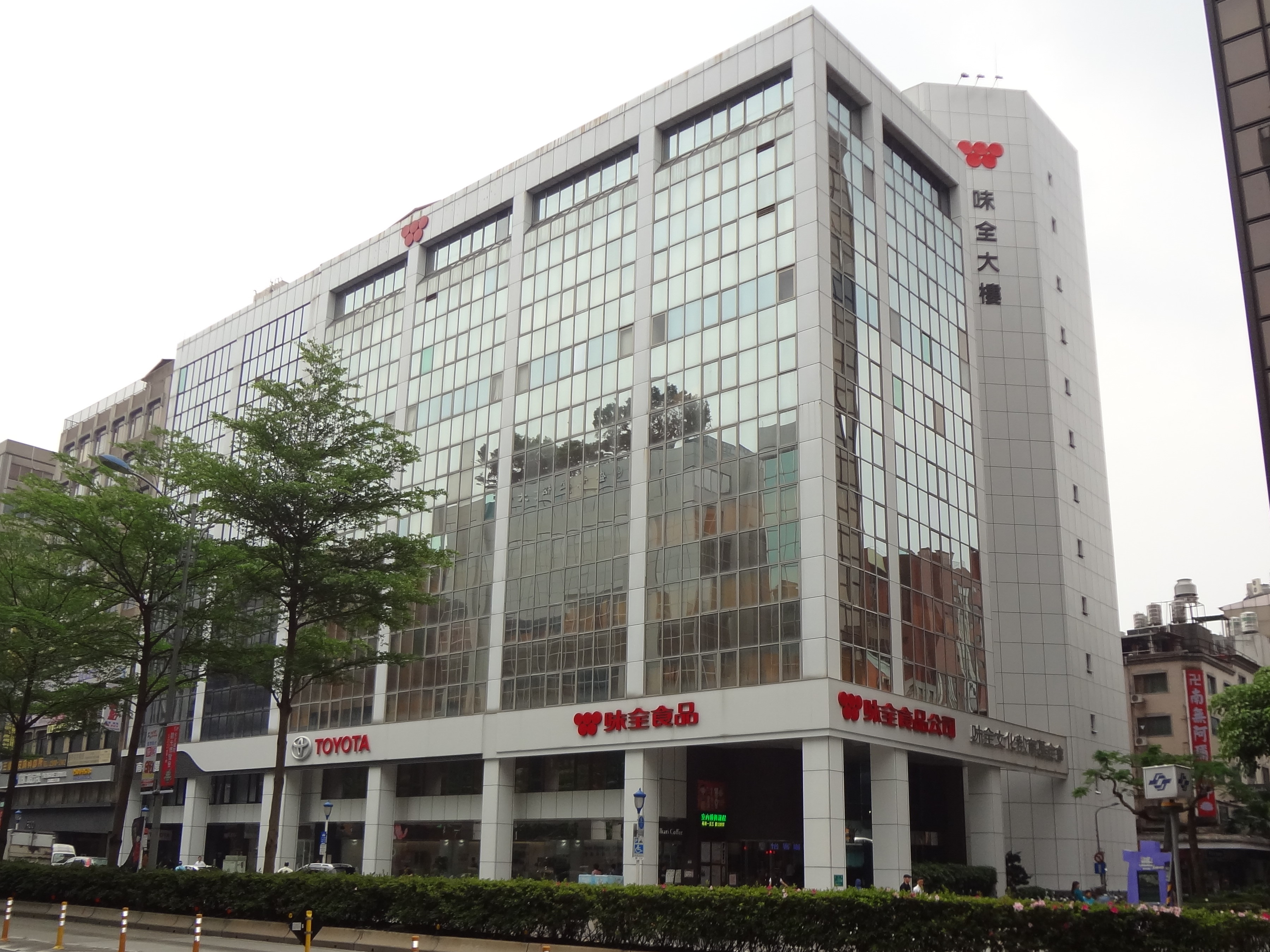
味全大樓，下半部仍然保留頂新入主味全以前的中文標準字

味全食品工業股份有限公司（簡稱：味全，臺證所：1201），是臺灣一家大型食品企業，為頂新國際集團成員之一，台灣味全擁有亞洲「味全」的商標使用權，美國、歐洲、澳大利亞的使用權則由不屬於頂新集團的美國味全持有 。味全1953年由黃烈火及合資對象創立。在昔日的台灣食品業，享有「南統一、北味全」的盛名，也是台灣第一家股票上市的食品公司。1972年因看好美國亞裔市場，而由黃烈火在美國創立美國味全，1998年頂新國際集團取得40%多數股份及經營權，至此與黃家的美國味全股權及經營權分離。

## 歷史

### 味全黃家時期
- 1953年9月22日，黃烈火與一些日資人士聯合創立和泰化學工業股份有限公司。
- 1954年，和泰化學改名為味全食品工業股份有限公司。
- 1955年，味全擴充味精工廠設備，收購位於桃園縣楊梅鎮（後改為桃園縣楊梅市，今桃園市楊梅區）的台北牧場並改名為味全埔心牧場。
- 1956年，味全開始製造醬油、醬菜、罐頭食品等產品。
- 1958年，味全成立研究室。
- 1959年，味全成立發酵工廠，大量生產味精。
- 1960年，「味全」合併「味全乳業股份有限公司」，味全成立「乳業部」。
- 1961年，味全股票上市[1]。
- 1962年2月9日，味全股票溢價公開發行。
- 1963年，味全興建奶粉工廠。
- 1964年，味全與泰國人合資在泰國成立光華食品公司，生產味精供應泰國市場。
- 1965年，味全味精競爭對手味新公司倒閉。
- 1966年，味全成立五個事業小組。
- 1967年，味全導入企業識別系統（CIS），並開始使用由日籍設計師大智浩[3]設計、象徵「圓潤可口，五味俱全」的W字圓形商標，停止使用雙鳳標誌[4]。
- 1970年，味全增建新式醬油工廠與高雄乳品工廠。
- 1971年，「味全醬油露」上市，味全興建臺中粗漬廠，於台中霧峰。
- 1972年，味全成立美國味全公司（Wei-Chuan USA Inc.），並在台南縣六甲鄉林鳳營設立林鳳營牧場。
- 1973年，味全增資為新台幣3億1千萬元。
- 1975年，味全興建台中醬油工廠，於台中霧峰。
- 1976年，味全興建六綜合乳品工廠。
- 1978年，味全利樂包保久乳上市。
- 1979年，味全埔心牧場被桃園縣政府指定為產業觀光區。
- 1980年，味全總部遷入台北市松江路「味全大樓」，味全興建斗六奶粉工廠。
- 1980年，味全與中國文化大學建教合作，成立味全成棒隊。
- 1982年，味全成立中國青年商店股份有限公司，從事生鮮蔬果購銷業務。
- 1983年，味全與日本武田藥品簽定11年改善味精製造技術合約。
- 1984年，味全全名改為味全股份有限公司，增資為新台幣12億5千萬元，味全與日本UCC上島咖啡技術合作生產的「UCC易開罐咖啡」上市[a]。
- 1985年，味全全名改回味全食品工業股份有限公司。
- 1986年，味全董事長黃烈火退休，其長子黃克銘接任董事長、二房長子黃南圖接任總經理。味全成立康國行銷股份有限公司，啟用嘉義配送中心，並與日本松清株式會社（後更名為株式會社FRESSAY（日语：フレッセイ））合資成立松青商業股份有限公司經營松青超市。
- 1988年，味全與美國ARCO合作，將am/pm引進台灣，中文名稱為「安賓超商」；同年，味全與日本株式會社丸久合資成立台灣丸久股份有限公司經營丸久超市，味全成立味全棒球隊。
- 1988年 10月14日，味全與日本三井物產及日本QP株式會社（Q.P. Corporation）合資成立台灣優比股份有限公司。
- 1989年，味全台中調理食品工廠完工。
- 1990年，味全棒球隊加入中華職棒，並改名味全龍。
- 1991年，味全在泰國成立泰國味全股份有限公司。
- 1992年，味全在中國福州設立可福方便食品有限公司，在中國北京設立北京味全食品股份有限公司，在中國桂林設立桂林味全食品有限公司。
- 1994年，味全增資為新台幣39億元。
- 1995年，安賓超商因不堪虧損而終止營運。
- 1997年，味全增資為新台幣50億元。

### 頂新魏家時期
- 1998年，以康師傅速食麵在中國大陸發跡的頂新國際集團返台投資取得味全的多數股權，取代黃烈火家族成為味全的最大股東[7]；味全董事會推舉魏應行擔任董事長，魏應充擔任副董事長，味全總部、研究所、關係企業遷往台北縣汐止鎮（今 新北市汐止區）東方科學園區23樓。
- 1999年9月21日，台灣發生921大地震發生，味全台中總廠及斗六總廠皆受損。
- 1999年12月13日，味全龍宣告解散。
- 2000年，味全成立味全生技中心。
- 2001年5月12日，東方科學園區發生火災，味全總部全毀，味全總部遷回味全大樓；同年，味全董事會推舉魏應充擔任董事長，陳進財擔任副董事長。
- 2002年，康師傅速食麵在台灣上市。
- 2003年，味全斗六速食麵廠落成啟用，生產康師傅速食麵。
- 2007年，味全開設第一家複合麵包店「布列德」(THE BREAD)，以大台北地區為主要經營地區。2013年味全將全數股權出售予布列德麵包股份有限公司，為頂新集團旗下的1家新公司、獨立營運。
- 2010年4月6日，味全與日本醬料大廠健可（KENKO）簽約，合資成立頂可（香港）控股，以生產及販售沙拉、美乃滋、調味料及醬汁為主，首廠設在中國杭州，估2011年量產。
- 2012年12月21日，味全與日本零食大廠卡樂比（Calbee）合資成立台北卡樂比食品股份有限公司，在味全斗六廠設置的生產線正式啟用，先期以製造薯類產品為主。[8][9]
- 2014年11月14日，頂新集團捲入食用油產品使用劣質油原料的食安風暴，魏應充宣佈辭去董事長一職，新任董事長由前消基會董事長李鳳翱接任。[10]
- 2015年3月27日，蘇守斌回鍋接任味全執行長。[11]。董事長職缺由現任副董事長王錫河接任。
- 2016年6月28日，新任董事長由陳永清接任[12]。
- 2019年5月，中職批准味全加盟案；正式宣告味全重返中職。於2021年球季加入一軍賽事。董事長由陳宏裕接任。

## 主要產品
- 林鳳營鮮乳

一部份乳源來自雲林縣崙背鄉廖金聲、廖一峰父子。
- 林鳳營鮮奶優格及林鳳營鮮乳果粒優格
- 林鳳營優格乳
- 大醇豆豆漿：使用自北美洲固定農戶進口契約栽作的非基因改造黃豆。[14]
- 每日C果汁
- 貝納頌咖啡
- 酪農戶限定-萬丹系列
- 味全高鮮味精
- 健康廚房系列產品
- 農搾果汁
- Bixtar
- 36法郎[15]
- Avila阿維拉系列產品
- 極品限定系列產品
- 木崗高品質雞蛋
- 淬釀系列產品

## 食品安全爭議
- 1985年，就在味全嬰兒奶粉發展如日中天的時刻，味全爆發嬰兒疑似飲用味全AG-U奶粉引發低血鈣症，所有醫院宣佈暫時停用味全AG-U奶粉。[16]
- 2013年7月17日，媒體報導部分生鮮蛋品外包裝標示所謂「牧場」，實為品牌名稱，實際調查卻發現並非確實存在，易讓消費者產生「虛擬牧場」的疑慮及混淆。監察委員程仁宏等人，調查發現如統一「元氣牧場」、味全「木崗專業牧場」、福頂「自然牧場」，標示上的牧場不屬於農委會登記管理在案的牧場，這些牧場根本不存在。[17][18]
- 2013年11月3日，味全21項油品因大統長基混摻含銅葉綠素的致橄欖油下架[19]，事件爆發後，屏東縣衛生局於抽驗頂新製油實業公司屏東廠大統原油及儲存於廠房的成品、味全市售油品及油槽裡的不明油品共31件中，發現只有大統綠橄欖油原油及葡萄籽油銅葉綠素比對結果呈陽性[20]。董事長魏應充、總經理張教華，被檢方依詐欺等三罪列為被告，分別以一千萬元和五百萬元交保，兩人均限制出境[21]。

- 2014年9月4日，內政部警政署刑事警察局南部打擊犯罪中心破獲屏東主嫌郭烈成等6人經營地下油廠，專門向廢油回收業者順德企業和自助餐廳收購餿水，再自行熬煉成「餿水油」。衛生福利部食品藥物管理署表示，目前已知「強冠企業股份有限公司」有購買黑心油，製成「全統香豬油」後販賣到市面。[b][22][23]。

- 2014年10月8日，臺灣臺南地方法院檢察署查獲，頂新集團旗下正義公司前處長，鑫好公司負責人吳容合，涉嫌將飼料油謊稱食用豬油賣給正義公司，正義公司旗下油品「維力清香油」、「維力香豬油」、「正義香豬油」等油品皆混充飼料油[24][25]。味全10月9日下午宣布，董事長魏應充辭去味全、頂新製油及正義等3公司董事長，懸缺由3公司總經理暫代。

## 相關事項
- 頂新集團
- 魏應充
- 味全龍
- am/pm
- 松青超市

## 註解
1. ↑  優仕咖啡，由台灣味全（34%股權）、日本UCC和台東興業等三家公司合資成立。[5][6]
2. ↑  味小寶海苔豬肉酥（230g）、味小寶純豬肉酥（230g）、味全豬肉酥（300g）、味全豬肉酥（230g）、味小寶極品上豚豬肉酥（200g）、味全海苔豬肉酥（230g）、味小寶臻選純肉鬆禮盒、味小寶極品上豚純肉酥（海苔口味、200g）、味全辣味肉醬（3kg）、味全珍味肉醬（150g）、味全瓜仔肉（170kg）及味全辣味肉醬（150g）

## 外部連結
- 味全官方網站
- 味全中国官方网站
- 味全 MyWei的Facebook專頁
- YouTube上的味全 TV頻道